# Vólakas (Dráma)
Vólakas, en grec moderne : Βώλακας ou Vólax (Βώλαξ), est un village du dème de Káto Nevrokópi, dans le district régional de Dráma, en Macédoine-Orientale-et-Thrace, Grèce.

## Population
Selon le recensement de 2021, la population du village compte 783 habitants.